# Satellite Blues
"Satellite Blues" é uma canção da banda australiana AC/DC. Foi composta por Angus Young, Malcolm Young e o Brian Johnson no ano de 2001 para fazer parte do álbum Stiff Upper Lip. Chegou à sétima colocação da Hot Mainstream Rock Tracks e à 23ª na ARIA Singles Chart.

## Créditos
- Brian Johnson - Voz
- Angus Young - Guitarra solo
- Malcolm Young - Guitarra rítmica, voz secundária
- Cliff Williams - Baixo, voz secundária
- Phil Rudd - Bateria